# Ледяной куб
Кёрлинговый центр «Ледяной куб» — стадион, который находится в Олимпийском парке поселка городского типа Сириус. Вместимость — 3 000 мест. Строительство завершилось в 2013 году, тогда же здесь прошли тестовые соревнования международного уровня.

## Соревнования
Первым соревнованием в «Ледяном кубе» должен был стать Кубок России по кёрлингу (21—26 декабря 2012 года), однако соревнования перенесли на неопределённый срок, что было связано с неготовностью объекта.
- Чемпионат мира по кёрлингу на колясках 2013 — 16—23 февраля 2013[2]
- Чемпионат мира по кёрлингу среди юниоров — 28 февраля — 10 марта 2013
- Кёрлинг на зимних Олимпийских играх 2014 — 10—21 февраля 2014
- Кёрлинг на колясках на зимних Паралимпийских играх 2014 — 8—15 марта 2014
- Чемпионат России по кёрлингу среди женщин 2014 — 7—13 апреля 2014
- Чемпионат России по кёрлингу среди мужчин 2014 — 17—24 апреля 2014
- Чемпионат мира по кёрлингу среди ветеранов 2015 — 18—25 апреля 2015
- Чемпионат мира по кёрлингу среди смешанных пар 2015 — 18—25 апреля 2015

## Описание
Спортивный дворец представляет собой четырёхэтажное здание высотой 19,3 метра, шириной 80 и длиной 107 метров. На нижнем уровне находится ледовое поле с четырьмя игровыми площадками. По периметру арены размещаются командные раздевалки, служебные помещения для спортсменов, судей, прессы, организаторов соревнований. На втором этаже — зона зрителей, выходы на трибуны, VIP-ложа, президентская ложа и зона Олимпийской семьи. Связь по вертикали обеспечена четырьмя лестницами и тремя лифтами.

## Послеолимпийское использование
- Изначально планировалось перенести сборно-разборную конструкцию арены в Ростов-на-Дону, но впоследствии было принято решение оставить здание на прежнем месте[3].
- В 2015 году в Сочи состоялся чемпионат мира по кёрлингу среди смешанных пар и ветеранов[4].
- В помещении центра после Олимпиады канал ТНТ стал проводить съёмки юмористической передачи «Comedy Club».